# إلونيد وودفورد ويليامز
إلونيد وودفورد ويليامز (بالإنجليزية: Eluned "Lyn" Woodford-Williams) ، الحاصلة على رتبة الإمبراطورية البريطانية وكلية الأطباء الملكية وزمالة الكلية الملكية للأطباء النفسيين (من مواليد 12 سبتمبر 1913 - وتُوفيت 25 نوفمبر 1984) هي طبيبة أسنان بريطانية و رائدة في مجال الطب النفسي والشيخوخة.

## حياتها المبكرة
وُلدت إلونيد وودفورد وليامز في 12 سبتمبر 1913 في ليفربول. كانت لين هي الكبرى بين أربع بنات ولدوا لجون وودفورد وليامز، طبيب الأسنان، وإديث ماري ستيفنز. بدأت دراستها في كلية ليفربول، وبعد انتقال عائلتها إلى ويلز، التحقت لين بمدرسة كارديف الثانوية للبنات. حصلت لين على شهادة بكالوريوس العلوم من مدرسة طب جامعة كارديف في عام 1933 قبل أن تنتقل إلى لندن لاستكمال تدريبها الطبي في مستشفى الكلية الجامعية، وتخرجت بدرجة بكالوريوس الطب والجراحة في عام 1936.

## حياتها مهنية
أصبحت وودفورد وليامز بعد التخرج طبيبة منزلية في مستشفى الكلية الجامعية. ثم اهتمت في وقت لاحق بطب الأطفال، وشغلت منصب في مستشفى ألدر هي للأطفال في ليفربول وحصلت على دبلوم في صحة الطفل في عام 1938، ثم انتقلت إلى مستشفى ريدهيل في سري كطبيب مقيم، وفي 1940 حصلت على الدكتوراه في الطب مع ميدالية ذهبية. انتقلت لين إلى مانشستر في عام 1942، وعملت كطبيب مساعد في مستشفى مانشستر الملكي ومستشفى مانشستر الشمالي. انتقلت بعد الحرب مع زوجها دنيس أستلي سانفورد إلى سندرلاند، حيث تم تعيينها جراحة استشارية. لم تعمل لعدة سنوات، ولكن في عام 1950 بدأت العمل كطبيبة شيخوخة مع أوسكار أولبريش، كمتدربة وبعد ذلك كطبيبة مساعدة.
عندما توفي أولبريش في عام 1958، أصبحت وودفورد وليامز في قائد وحدة سندرلاند للشيخوخة. اكتسبت الوحدة تحت قيادتها سمعة دولية لطب الشيخوخة. وأقرَت ممارسة قبول جميع المرضى الذين تزيد أعمارهم عن 65 عاما في وحدة الشيخوخة، بغض النظر عن مرضهم المحدد؛ وأصبحت هذه الممارسة منذ ذلك الحين القاعدة في العديد من المستشفيات. قدمت وودفورد-ويليامز، التماسًا إلى كلية الأطباء الملكية لإنشاء لجنة طب الشيخوخة، لذا يرجع الفضل إليها في تأسيس طب الشيخوخة باعتباره انضباطًا طبيًا متميزًا. تم تعيينها في الخدمة الاستشارية الصحية في عام 1973، وشغلت المنصب لمدة خمس سنوات، وخلال هذه الفترة أثرت على سياسة الحكومة بشأن طب الشيخوخة وخاصة الطب النفسي للمسنين. كما شاركت في تحرير مجلة طب المسنين (بالإنجليزية:Gerontologia Clinica).

## حياتها في وقت لاحق
تقاعدت وودفورد وليامز في أبيرسوش في عام 1980. تعافت من عدوى التهاب الشغاف العدوائي لكنها توفيت لاحقًا بسبب قصور القلب في 25 نوفمبر 1984 في سندرلاند.

## الجوائز ومراتب الشرف
حصلت وودفورد وليامز على رتبة الإمبراطورية البريطانية في عام 1978، ثم انتخبت لزمالة كلية الأطباء الملكية في عام 1964 وزمالة الكلية الملكية للأطباء النفسيين في عام 1983 لمساهماتها طب الطب النفسي للمسنين بعد وفاتها، الكلية الملكية للأطباء النفسيين جائزة وودفورد وليامز لأسهاماتها للبحث في الوقاية من الخرف.